# Магула (пригород Спарты)
Магула (пригород Спарты) (греч. Μαγούλа) — район современного города Спарта в Лаконии, Греция. Это бывшая резиденция муниципалитета Мистра. Небольшая деревня, которая по мере роста городов была присоединена к Спарте. Также это аристократический центр древней Спарты.

## Информация
Назван был от слова «мага» (μάγος), которое описывает волшебное и красивое. Это богатый, шикарный район и престижное место. Район схож с Кифисией. В Магуле находится амфитеатр Сейнопулио, который является известным открытым театром, где происходили важные представления древних пьес. Сейнопулио был описан Маносом Хадзидакисом как самый красивый театр Греции после театра в Эпидавре. В Магуле также находится Школа философии «Плифон», основанная академиком Иоанниом Теодоракопулосом.